# Mindaugas II da Lituânia
Guilherme Carlos, Conde de Württemberg, 2.º Duque de Urach ou Mindaugas II, Rei da Lituânia (Guilherme Carlos Florestano Gero Crescêncio; alemão: Wilhelm Karl Florestan Gero Crescentius Graf von Württemberg; 30 de maio de 1864 - 14 de março de 1928), foi um príncipe alemão que foi eleito pelo Conselho da Lituânia em 11 junho de 1918 como Rei da Lituânia, com o nome de Mindaugas II. Ele nunca assumiu a coroa, pois as autoridades alemãs declararam a eleição inválida;  o convite foi retirado em novembro de 1918. De 17 de julho de 1869 até sua morte, ele era o Chefe do Ramo de Urach da Casa de Württemberg.

## Biografia
Nascido como Guilherme Carlos Florestano Gero Crescêncio, conde de Vurtemberga. Era o filho mais velho de Guilherme Alexandre, primeiro duque de Urach (o chefe de um ramo morganático da Casa Real do Reino de Vurtemberga), com sua segunda esposa, a princesa Florestina de Mônaco, Regente de Mônaco e filha de Florestano I.[carece de fontes?]
Aos quatro anos de idade, Guilherme sucedeu seu pai como duque de Urach. Nasceu e passou grande parte de sua infância em Mônaco, onde sua mãe, Florestina, muitas vezes administrava o governo como Regente durante as extensas expedições oceanográficas de seu sobrinho, o príncipe Alberto I.[carece de fontes?]

## Candidato a vários tronos
Pela linhagem de sua mãe, Guilherme era um dos legítimos herdeiros do trono de Mônaco. O primo de Guilherme, o príncipe Alberto I, tinha apenas um filho, Luís II, que era solteiro e não tinha filhos legítimos. A república francesa, no entanto, relutou em ver um príncipe alemão governando Mônaco. Sob pressão da França, Mônaco aprovou uma lei em 1911, reconhecendo a filha ilegítima de Luís II, Carlota, como herdeira; ela foi adotada em 1918 por seu avô, o príncipe Alberto I, como parte da Crise de Sucessão do Mónaco de 1918. Guilherme foi relegado a terceiro na linha do trono de Mônaco, atrás de Luís II e Carlota. Além disso, em julho de 1918, a França e Mônaco assinaram o Tratado franco-monegasco; que exigia que todos os futuros príncipes de Mônaco fossem cidadãos franceses ou monegascos e assegurassem a aprovação do governo francês para suceder ao trono. Após a ascensão do príncipe Luís II em 1922, Guilherme renunciou a seus direitos de sucessão ao trono de Mônaco em favor de distantes primos franceses, os condes de Chabrillan, em 1924.[carece de fontes?]
Em 1913, Guilherme foi um dos vários príncipes considerados para ascender ao trono da Albânia. Ele era apoiado por grupos católicos no norte e chegou a participar do Congresso albanês de Trieste em 1914, mas no Congresso o príncipe Guilherme de Wied foi o escolhido.
Em 1917, como general recém-aposentado, discutiu-se a possibilidade de tornar Guilherme Grão-Duque da Alsácia-Lorena após o fim da guerra. Em 1918, aceitou reinar a Lituânia como 'Mindaugas II' por um curto período de tempo. Suas memorias foram publicadas em um ensaio de 2001 por seu neto, Sergei von Cube.